# La plus grande personnalité canadienne
La Plus Grande Personnalité canadienne est un concours qui a pour but de déterminer le plus grand Canadien de tous les temps. La CBC l'a officiellement lancé le 5 avril 2004 lors d'une émission de télévision intitulée The Greatest Canadian. Le concept se base sur une émission similaire de la BBC, 100 Greatest Britons.
Radio-Canada, l'alter ego francophone de la CBC, n'était pas partie prenante à l'organisation de l'émission, avec pour résultat direct une sous-représentation des canadiens français et des acadiens dans les résultats. 

## Déroulement
L'élection du « plus grand Canadien » s'est faite à l'issue d'un vote en deux étapes : les 40 dernières personnalités (sur 50) furent révélées le 17 octobre 2004, leur rang ayant été déterminé dans les semaines précédentes par le biais de sondages par courriels, sur le Web, par téléphone et courrier. Pour éviter tout biais lors de la présentation des 10 « finalistes », ceux-ci furent introduits par ordre alphabétique plutôt que selon leur popularité au premier tour. 
Le second vote fut accompagné de documentaires retraçant la vie des 10 candidats, chacun étant défendu par une personnalité différente. Les votes s'achevant le 29 novembre à minuit, c'est le lendemain soir que Tommy Douglas fut déclaré « plus grand Canadien » (il avait, de fait, dominé la compétition dans toute sa durée). Tommy Douglas est le « père » du système de santé canadien.

## Classement

### Top 10
| Rang | Nom                   | Contributions | Lieu de naissance                |
| ---- | --------------------- | --- | -------------------------------- |
| 10   | Wayne Gretzky         | Joueur de hockey, détenteur des nombreux records dans la LNH                                                                   | Brantford (Ontario)              |
| 9    | Alexander Graham Bell | Scientifique, inventeur, fondateur de l'American Telephone and Telegraph Company et Bell Canada                                | Édimbourg (Écosse)               |
| 8    | Sir John A. Macdonald | Premier Premier Ministre du Canada                                                                                             | Glasgow (Écosse)                 |
| 7    | Don Cherry            | entraîneur et commentateur de hockey                                                                                           | Kingston (Ontario)               |
| 6    | Lester B. Pearson     | Quatorzième Premier ministre du Canada, Président de l'Assemblée générale des Nations unies , Lauréat du Prix Nobel de la paix | Toronto (Ontario)                |
| 5    | David Suzuki          | Généticien, environnementaliste, radiodiffuseur, militant                                                                      | Vancouver (Colombie-Britannique) |
| 4    | Sir Frederick Banting | Scientifique médical, codécouvreur de l'insuline, gagnant du Prix Nobel de physiologie ou médecine                             | Alliston (Ontario)               |
| 3    | Pierre Trudeau        | Quinzième Premier ministre du Canada                                                                                           | Montréal (Québec)                |
| 2    | Terry Fox             | Athlète, militant, philanthrope                                                                                                | Winnipeg (Manitoba)              |
| 1    | Tommy Douglas         | Fondateur du système de santé canadien, Premier ministre de la Saskatchewan                                                    | Falkirk (Écosse)                 |

### Top 100 (de 11 à 100)
11. Louis Riel (homme politique, chef Métis)

12. Jean Vanier (fondateur de la Communauté de l'Arche, auteur)

13. Stompin' Tom Connors (artiste)

14. Neil Young (artiste)

15. Peter Gzowski (écrivain, reporter) 

16. Roméo Dallaire (officier des Nations unies au Rwanda)

17. Stephen Lewis (homme politique)

18. Shania Twain (artiste) 

19. Bobby Orr (joueur de hockey) 

20. Mike Myers (acteur)

21. Soldat inconnu (militaire) 

22. Harold A. Rogers (fondateur du Kin Canada service club) 

23. Maurice Richard (joueur de hockey)

24. Sir Arthur Currie (général)

25. Nellie McClung (féministe) 

26. Dr. Norman Bethune (médecin, humanitaire, militant communiste)

27. Céline Dion (artiste) 

28. Sir Isaac Brock (major-général)

29. Jim Carrey (acteur)

30. Rick Hansen (athlète, humanitaire)

31. Pierre Berton (auteur, historien)

32. Michael J. Fox (acteur) 

33. Gordon Lightfoot (artiste)

34. Hal Anderson (producteur)

35. Laura Secord (héroïne)

36. Ernie Coombs (artiste pour enfants)

37. Tecumseh (chef amérindien) 

38. Mario Lemieux (joueur de hockey)

39. Bret Hart (lutteur)

40. Avril Lavigne (artiste) 

41. John Candy (acteur) 

42. Sir Sandford Fleming (ingénieur, inventeur)

43. Sir Wilfrid Laurier (Premier ministre) 

44. Mary Maxwell (membre bahá'í)

45. Jean Chrétien (Premier ministre) 

46. Leonard Cohen (poète, chanteur)

47. John George Diefenbaker (Premier ministre) 

48. Billy Bishop (pilote)

49. William Lyon Mackenzie King (Premier ministre) 

50. Rick Mercer (comédien)
Le CBC avait également publié le liste des 50 personnalités suivantes, même si elles ne furent pas évoquées pendant l'émission

51. Pamela Anderson (actrice) 

52. Craig Kielburger (droits des enfants, Prix Nobel de la paix) 

53. Gordie Howe (joueur de hockey) 

54. William Stephenson (espion, homme d'affaires) 

55. Glenn Gould (pianiste)

56. William Shatner (acteur)

57. Lucy Maud Montgomery (auteur)

58. Paul Henderson (joueur de hockey)

59. Tim Horton (joueur de hockey, fondateur de la chaîne éponyme de magasins de donuts)

60. Stan Rogers (artiste)

61. Sir William Edmond Logan (géologiste)

62. Marshall McLuhan (éducateur, universitaire)

63. Roberta Bondar (astronaute)

64. Brian Mulroney (Premier ministre)

65. Burton Cummings (musicien)

66. Sheila Fraser (Auditeur général)

67. Patrick Roy (joueur de hockey)

68. Jean Béliveau (joueur de hockey)

69. René Lévesque (reporter, fondateur du Parti québécois, Premier ministre du Québec)

70. James Naismith (inventeur du basket-ball)

71. Margaret Atwood (écrivain, critique)

72. Senateur Anne C. Cools (femme politique)

73. David Thompson (explorateur)

74. Emily Murphy (droits des femmes)

75. Sarah McLachlan (artiste)

76. John McCrae (poète, docteur)

77. Dr. Charles Best (chercheur)

78. Robert Munsch (auteur de livres pour enfants)

79. Ed Belfour (joueur de hockey)

80. Chief Dan George (acteur)

81. Sandra Schmirler (joueur de curling)

82. Dan Aykroyd (comédien)

83. Elijah Harper (homme politique)

84. Kurt Browning (patineur)

85. Emily Carr (artiste)

86. Mike Weir (golfeur)

87. Dr. Henry Morgentaler (médecin)

88. Farley Mowat (écrivain)

89. Donovan Bailey (athlète)

90. Bryan Adams (artiste)

91. Preston Manning (homme politique)

92. John Molson (brasseur)

93. Joni Mitchell (artiste)

94. Justin Bieber (chanteur)

95. Lord Stanley (gouverneur général)

96. Geddy Lee (artiste)

97. Louise Arbour (juriste)

98. Mordecai Richler (écrivain)

99. Sam Steele (membre de la Police Montée (Gendarmerie royale du Canada)

100. J. S. Woodsworth (pionnier du mouvement social-démocrate)